# Otto-Braun-Straße
L'Otto-Braun-Straße, en français Rue Otto-Braun,rst une voie située à Berlin en Allemagne.

## Situation et accès
C'est l'une des principales artères autour de la Alexanderplatz faisant partie de la Bundesstrasse 2. Prolongeant la Grunerstraße et Alexanderstraße, elle traverse la Mollstraße, puis marque la limite entre les quartiers de Prenzlauer Berg et de Friedrichshain en direction nord-est. Au croisement des rues Prenzlauer Berg et Am Friedrichshain, elle devient la Greifswalder Straße.

## Origine du nom
Elle est nommée en mémoire de l'homme politique Otto Braun (1872-1955).

## Historique
Dans le quartier de Mitte, du côté ouest de la rue à proximité directe de l'Alexanderplatz, se trouve la Haus des Reisens (Maison du voyage), inaugurée en 1971, au 7 de l'Alexanderstraße 7 (jusqu'en juin 2006 : Alexanderplatz 5). 
De 1945 à 1990, le quartier général de la police de Berlin-Est était au numéro 27-37. Sur la place Otto-Braun-Straße / Wadzeckstraße / Bernhard-Weiß-Straße se trouve à l'adresse Theanolte-Bähnisch-Straße 2 un hôtel quatre étoiles de la chaîne Holiday Inn. Au nord de celui-ci, un immeuble d'appartements a été construit en 2012 sur un ancien parking du quartier Keibelstrasse / Wadzeckstrasse.
Du côté est de la rue se trouve la Maison de la statistique (Haus der Statistik (de)), construite entre 1968 et 1970 (No. 70/72). Le Mercure Hotel Alexanderplatz est situé à l'intersection avec la Mollstrasse (Mollstrasse 4).
Du côté est se trouve la Königstadt-Carrée (Otto-Braun-Straße 78/80, Mollstraße 30/32) un bâtiment à l'architecture remarquable à l'entrée du site de Königstadt. En plus d'un hôtel Ibis, d'autres prestataires y sont également implantés. Vient ensuite l'hôtel quatre étoiles Leonardo Royal, converti à partir d'un bâtiment de ferme en 2008/2009. Du même côté, devant l'intersection avec les rues Prenzlauer Berg / Am Friedrichshain (anciennement : Königstor), en bordure de l'ancienne Königsplatz se trouve l' église Saint-Barthélemy. Dans le petit parc à côté de l'église se trouve un monument dédié à Alexander Freiherr von Blomberg.

## Bâtiments remarquables et lieux de mémoire

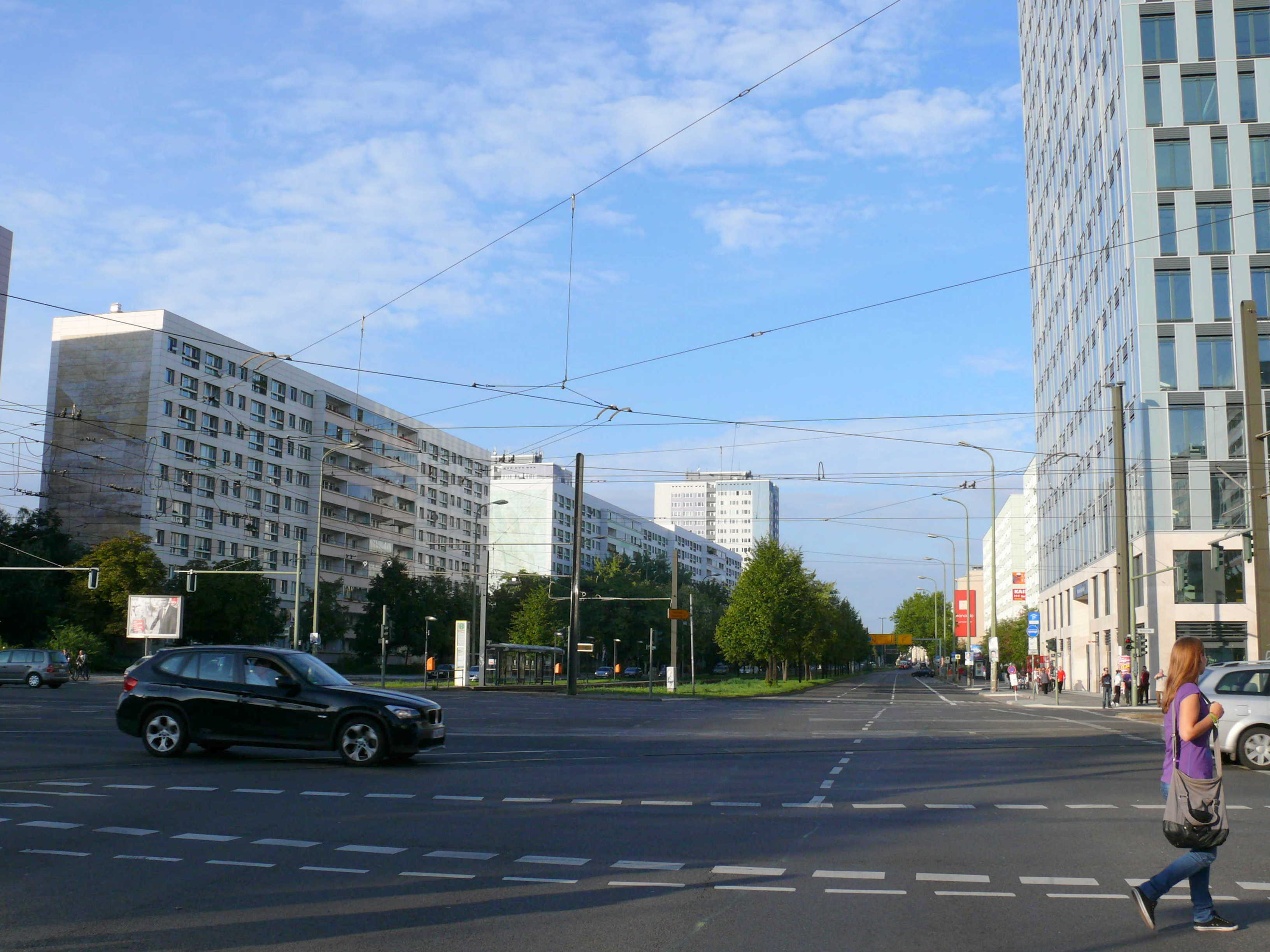
Vue depuis le quartier de Mitte, Friedrichshain est à droite.
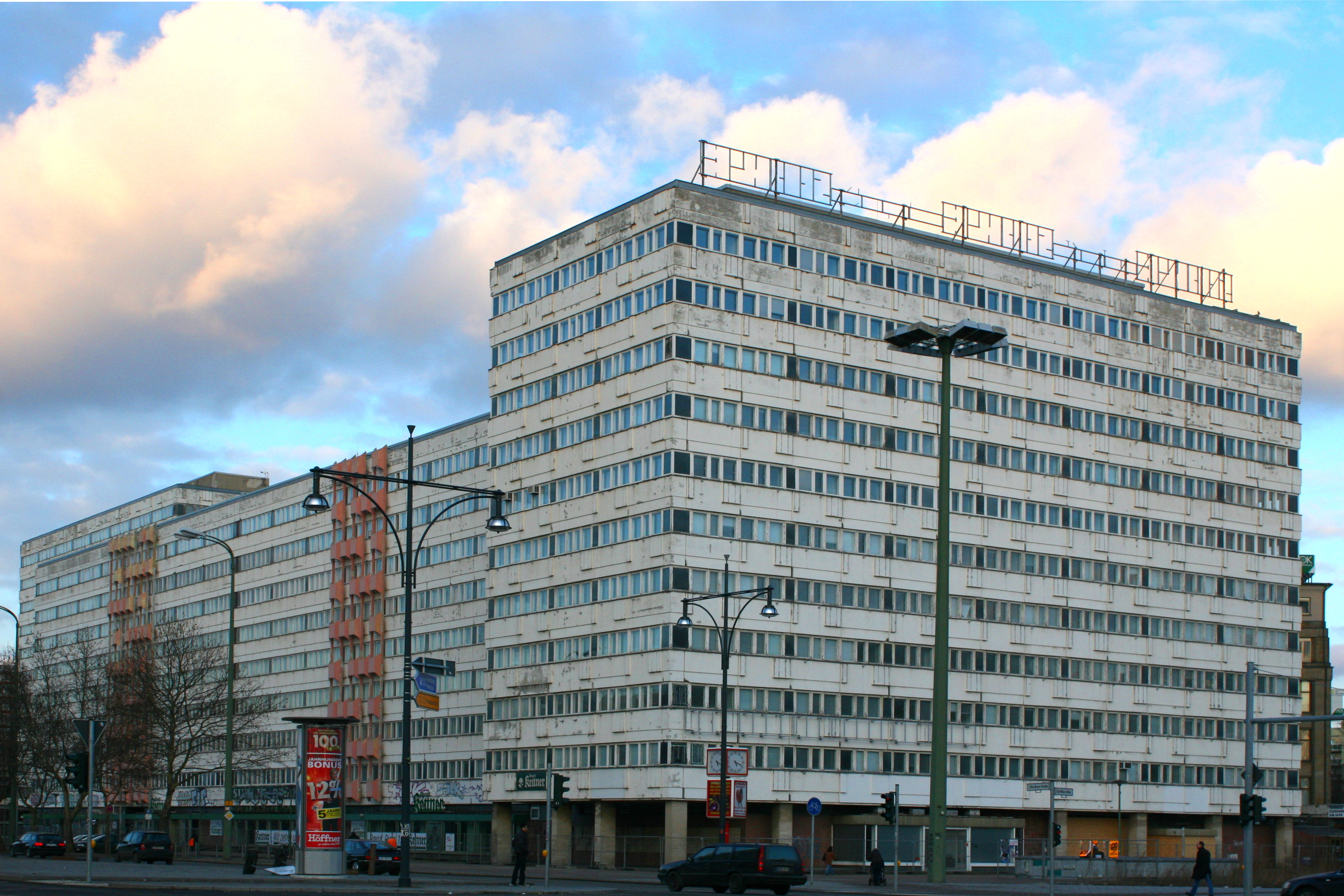
Haus der Statistik (de)
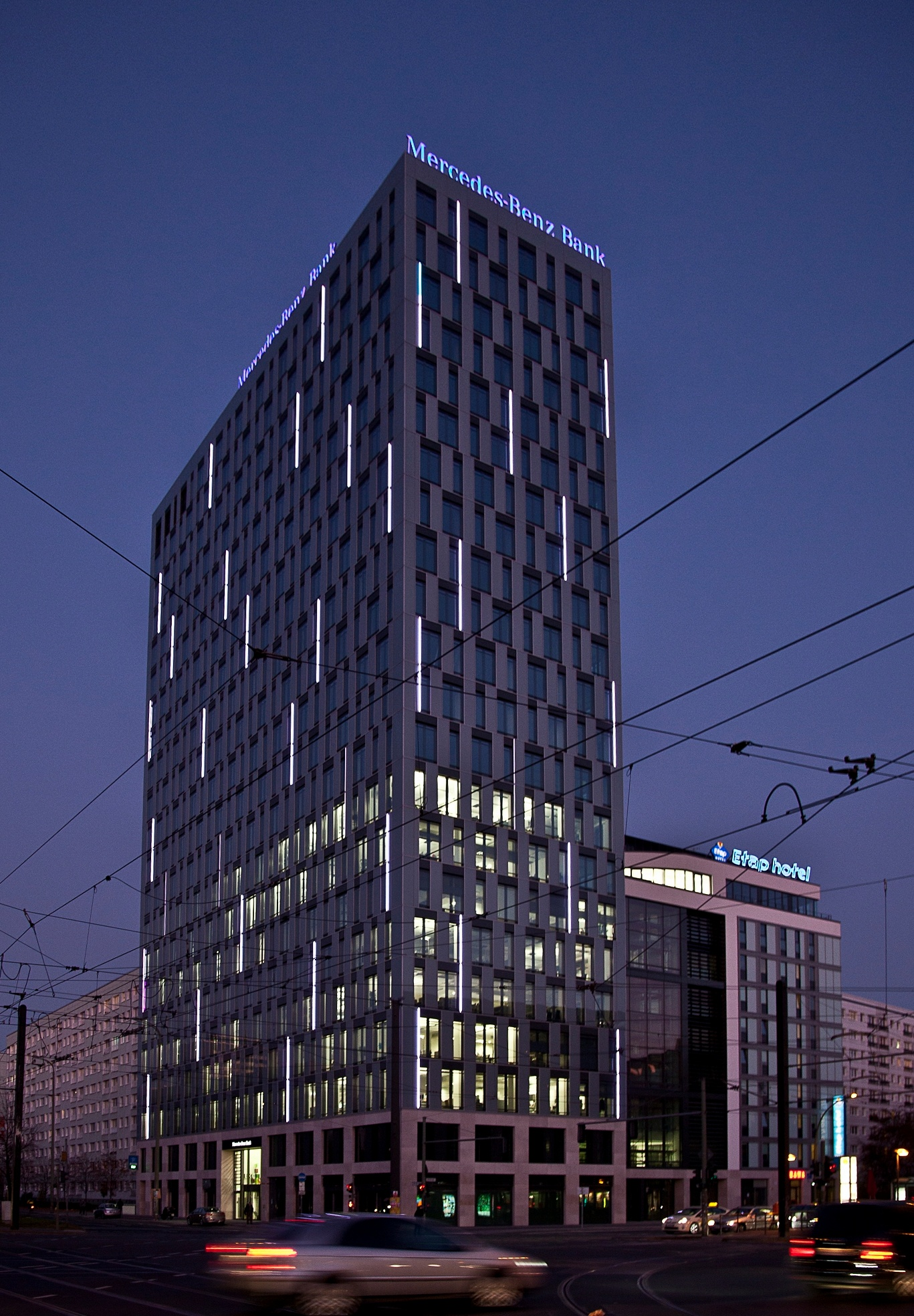
Königstadt-Carrée.